# إيلا هيبورث ديكسون
إيلا هيبورث ديكسون (بالإنجليزية: Ella Hepworth Dixon) (27 مارس 1857، لندن في المملكة المتحدة - 12 يناير 1932، لندن في المملكة المتحدة)؛ صحفية وروائية بريطانية.